# Коаццоло
Коаццоло (итал. Coazzolo) — коммуна в Италии, располагается в регионе Пьемонт, в провинции Асти.
Население составляет 297 человек (2008 г.), плотность населения составляет 72 чел./км². Занимает площадь 4 км². Почтовый индекс — 14054. Телефонный код — 0141.
Покровителем коммуны почитается святой Сир (San Siro), празднование 9 декабря.

## Демография
Динамика населения:

## Администрация коммуны
- Официальный сайт: http://www.comune.coazzolo.at.it/ Архивная копия от 12 апреля 2010 на Wayback Machine